# منتخب ماليزيا لسباعيات الرغبي
منتخب ماليزيا لسباعيات الرغبي هو ممثل ماليزيا الرسمي في المنافسات الدولية في سباعيات الرغبي
.